# Zinatra
Zinatra is een uit Nederlands-Limburg afkomstige rockband. Ze dopen hun muziek zelf tot 'happy metal', een soortnaam die buiten de fan-gemeenschap van de band niet blijft plakken. Bij het beluisteren van de muziek denkt men eerder aan hardrock en AOR en bands in deze genres blijken ook hun inspiratiebron te zijn.

## Biografie

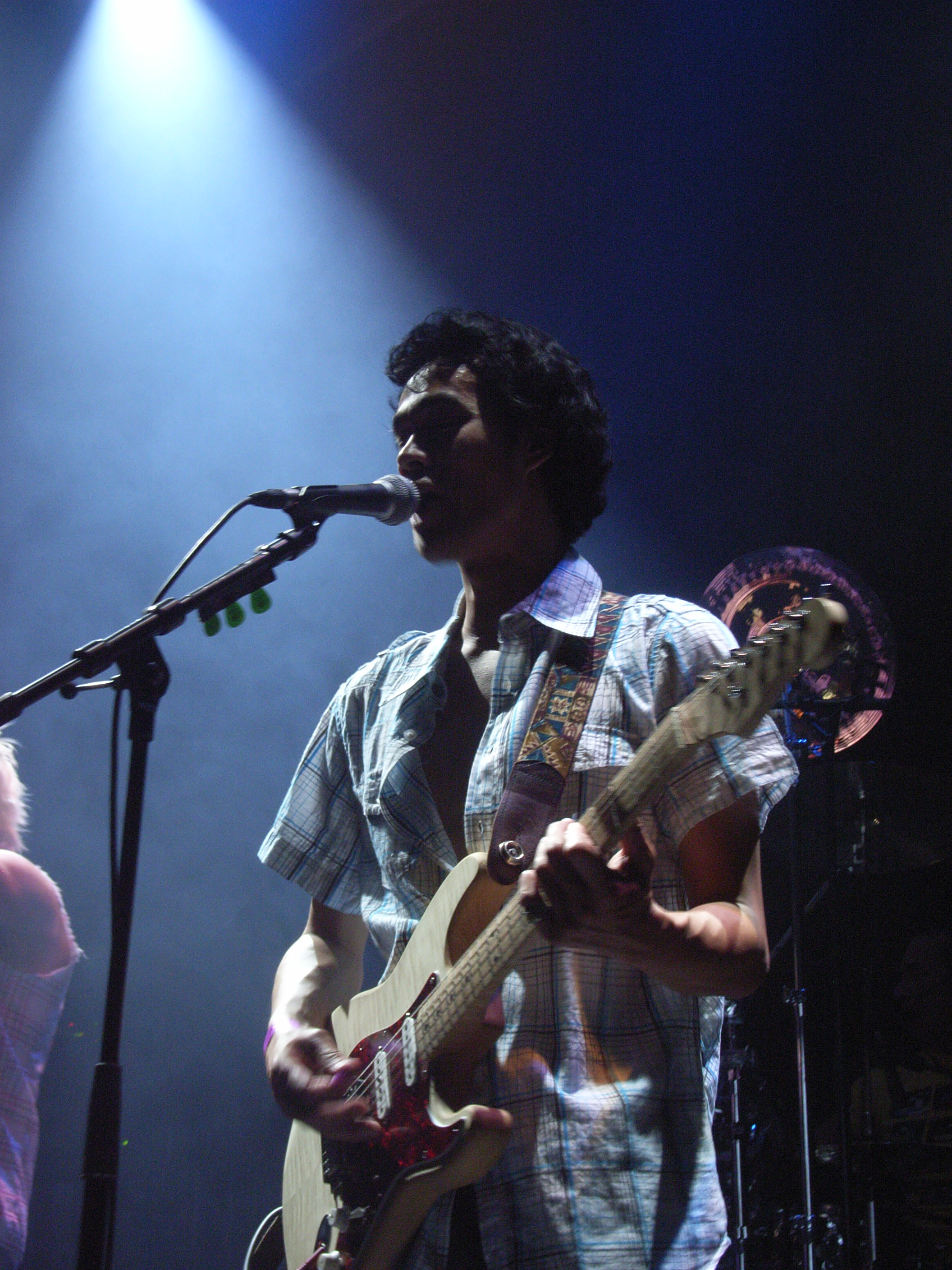
Gitarist Gino Rerimassie

In 1987 starten Joss Mennen (zang), Gino Rerimassie (gitaar), Sebastiaan Floris (gitaar), Ronald J. Lieberton (bas) en Ed Rokx (drums) een rockband die is geïnspireerd door bands als Bon Jovi en Europe. Dit naar aanleiding van een idee van Ron Lieberton en Arnie Treffers om een Nederlandse 'happy metal' band op te richten, als tegenhanger van muziekstromingen als black metal, death metal en thrash metal. Hun eerste demo's resulteren in een contract met Phonogram. Van de maatschappij krijgt de band anderhalf jaar de tijd om in de stille uren van de Wisseloord Studio's te werken aan hun debuutalbum "Zinatra". Het album wordt geproduceerd door Erwin Musper en ze krijgen hulp van Arnie Treffers (beter bekend als zanger van Long Tall Ernie and the Shakers). Arnie schrijft een aantal songs onder het pseudoniem van KELLY, waaronder de debuutsingle "Love or Loneliness". De toetsenist op het album is Koen van Baal. Hij is geen vast bandlid, maar levert wel een belangrijk aandeel in het debuutalbum van de band als toetsenist in de studio. De band wordt verrast als Phil Collen (de gitarist van Def Leppard) spontaan een solo komt inspelen op het nummer "Feather in the Wind". 
Het in 1988 verschenen debuutalbum wordt uitgebracht op Compact cassette in een lp-achtige doos. De band richt zich op de jeugd en de muziekindustrie wil iets doen aan het 'home tapen', wat ten koste gaat van de lp verkoop. Door het uitbrengen op cassette kan de prijs laag worden gehouden en biedt het een goedkoper alternatief voor een duurdere lp (en cd). De debuutsingle levert de band een hitnotering op in de Nederlandse Top 40.  
De platenmaatschappij ziet in Zinatra een grote toekomst en betaalt (naar geruchten) fors om de band op te laten treden als voorprogramma tijdens David Lee Roth's Europese tournee in het najaar van 1988.
In 1989 wordt begonnen met de opnamen van hun tweede album "The Great Escape". Wederom wordt er gewerkt in de Wisseloord Studio's te Hilversum samen met producer Erwin Musper. De tweede gitarist, Sebastiaan Floris, wordt vervangen door Robby Valentine. De toetsenist wordt vast bandlid en neemt een aantal van de composities voor zijn rekening. Andere nummers worden geschreven door de Amerikaan Paul Laine (van de band Danger Danger). Ook Ron Lieberton, Erwin Musper, en Arnie Treffers leveren, net zoals op het eerste album, hun aandeel.
Tussen de opnamen door treedt de groep op in Taiwan, Thailand en Zuid-Amerika waar de melodieuze rock goed ontvangen wordt. In Nederland heeft de band minder succes, onder andere omdat Zinatra het clubcircuit niet opzoekt en dus niet zo vaak live te zien is. Het tweede album, wat in 1990 uitkomt, maakt een volwassener indruk dan de voorganger. Desondanks is het album in Nederland geen succes terwijl in verre landen de groep populair blijft. Alleen de single "There She Was" bereikt in Nederland de tipparade.
In 1991 verlaat Robby Valentine de band om zich op zijn solocarrière te richten. De hoogtijdagen van AOR zijn voorbij en vanwege de tegenvallende platenverkoop verbreekt Phonogram het contract met de band.

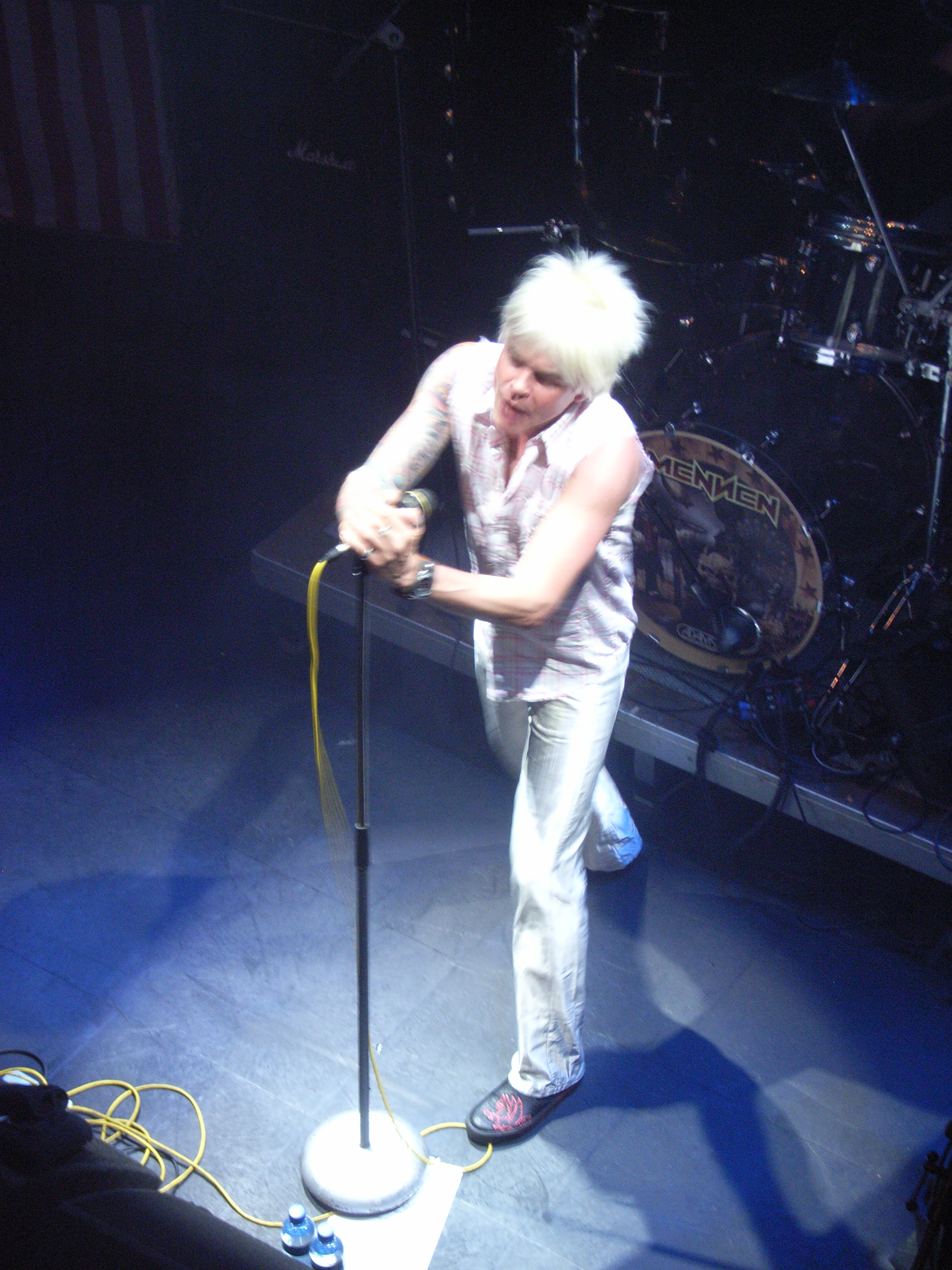
Zanger Joss Mennen

In 1992 geeft Zinatra op het Cheese Mania festival een afscheidsoptreden. De zanger, Joss Mennen, vervolgt zijn loopbaan bij een band onder zijn eigen naam, Mennen.
In 2019 wordt er een demo uit 1988 in z'n geheel opnieuw opgenomen en voor het eerst uitgebracht als éénmalige reünie single van de band. De single met als titel "This Song is for You", wordt geproduceerd door Ron Lieberton die destijds samen met Arnie Treffers de song schreef. Geheel in de geest van de tijd van nu wordt de single alleen digitaal uitgebracht maar nog steeds gedraaid op de radio. Onder andere door het programma 'Countdown Café', die de band vanaf het begin altijd een warm hart heeft toegedragen.
In 2023 is de mede oprichter van de band, bassist Ronald J. Lieberton overleden. Hij maakte na Zinatra met zijn vrouw Henny deel uit van het duo Tokyo Rooz, die de Grant and Forsyth-formule hanteerde: jaren '70 hits in een nieuw jasje. Eerder daarvoor was hij als bassist, producer en opnametechnicus tussen 1996 en 2003 actief bij de Limburgse band de Schintaler. Lieberton is 66 jaar oud geworden. 

## Discografie
Albums
- 1988 - Zinatra
- 1990 - The Great Escape

Singles
- 1988 - Love or Loneliness - hitnotering Top 40 plaats 19, 20-8-1988, 6 weken in de lijst
- 1988 - Somewhere
- 1989 - Looking For Love
- 1990 - Two Sides of Love
- 1990 - There She Was - tipparade Top 40, 5 weken in de lijst
- 1990 - Love Never Dies
- 2019 - This Song is for You